# Anamorphe Bildaufzeichnung
Anamorphe Bildaufzeichnung bezeichnet die Speicherung bzw. Übertragung von Bildern, die in einer Dimension verzerrt wurden. Für das korrekte Anzeigen der Bilder muss eine Skalierung auf das richtige Seitenverhältnis (Aspect Ratio) vorgenommen werden.
Das Verfahren ist nicht auf DVD-Wiedergabe oder das 16:9-Format beschränkt, sondern findet beispielsweise auch bei der Speicherung von Cinemascope-Material auf 35-mm-Film Anwendung.
Folgende Schilderung erfolgt am Beispiel von Speicherung von 16:9-Material im DVD-Format, da es hier die meisten Leser nachvollziehen können.
Soll ein Breitwand-Film kodiert werden, bieten sich zwei Möglichkeiten an:
- Die Proportionen werden beibehalten und das Bild soweit verkleinert, bis die Bildbreite passend für einen 4:3-Fernseher ist. Oben und unten bleiben dann jedoch Bereiche ohne Bildinformationen übrig; das Bild erscheint wie durch einen Briefkastenschlitz betrachtet – daher der Name Letterbox.

Die Nachteile sind, dass nicht alle zur Verfügung stehenden Bildpunkte (oder Platz auf einem 35-mm-Film) ausgenutzt werden.
Außerdem sehen Betrachter auf einem 16:9-Fernseher dann nicht nur die mitübertragenen horizontalen schwarzen Balken, sondern auch noch zusätzlich „Bookends“, also Buchstützen, genannte vertikale schwarze Bereiche. Zwar bieten die 16:9-Fernseher hier die Möglichkeit ins Bild zu zoomen, das Ergebnis dieser Interpolation flimmert jedoch gelegentlich; besonders bei horizontalen Mustern erscheint das Bild unruhig.
- Die andere Lösung ist, die schwarzen Balken nicht mitzukodieren und alle Zeilen mit Bildinformationen zu füllen. Da im PAL-Standard und im DVD-Standard allerdings höchstens 720 Bildpunkte in der Horizontalen erlaubt sind, müssen die Bilder dann horizontal um 25 % zusammengestaucht werden.

Für die Wiedergabe an einem 16:9-Fernseher entzerrt der Fernseher dieses „anamorphe“ Bild wieder auf die korrekte Breite. Für einen 4:3-Fernseher wiederum staucht der DVD-Spieler das Bild vertikal und erzeugt oben und unten die schwarzen Balken als Füllung. Ein guter DVD-Player stellt anamorphe und Letterbox-formatierte Filme an einem 4:3-Fernseher gleich dar. Bei vielen Playern ist dieses Zusammenstauchen jedoch nicht gut realisiert, besonders bei Kameraschwenks erscheinen in diesem Fall unerwünschte Muster im Bild auf einem 4:3-Fernseher. Neuere 4:3-Fernseher können 16:9-Inhalte auch ohne Verluste anamorph darstellen.
Allerdings sehen auch Besitzer von Breitbildfernsehern trotz anamorph vorliegenden Bildmaterials bei manchen Filmen horizontale schwarze Balken. In solchen Fällen wurde der Film dann in einem Breitwandformat wie Cinemascope oder Panavision mit einem Seitenverhältnis von 2,35:1 (selten auch 2,76:1; vor 1970) oder 2,40:1 (nach 1970) gefilmt.
Um hier nicht doch wieder Ränder abschneiden zu müssen, werden Abstriche bei der vertikalen Auflösung gemacht – diese Balken sind, anders als die erst im Abspielgerät erzeugten Letterbox-Balken, fester Bestandteil des auf der DVD gespeicherten Bildmaterials. Werden Cinemascope/Panavision-Filme auf einem 4:3-Abspielgerät gezeigt, dann sieht man sowohl die Letterbox-Balken als auch die im Bild fest enthaltenen; bei manchen DVDs ist der Übergang auch durch eine etwas hellere Linie oder durch eine minimale Helligkeitsabstufung sichtbar.
Anamorph kodiertes Breitbild hat eine PAL-Auflösung von 720 × 576 (oder 704 × 576) Bildpunkten, also ein Seitenverhältnis von 5:4 (Material mit einer horizontalen Auflösung von 704 wird links und rechts um 8 schwarze Pixel ergänzt). Die Entzerrung ändert nicht die Anzahl der Bildpunkte, zieht das Bild aber in die Breite, sodass die Wiedergabe im richtigen Seitenverhältnis erfolgt. Auch Material im alten Seitenverhältnis 4:3 muss somit gestreckt werden, jedoch wird der Begriff anamorphe Bildaufzeichnung hier nicht verwendet.
Es ist nicht immer möglich, auf einer DVD-Verpackung zu erkennen, in welchem Format der Film tatsächlich gespeichert ist. So kann „Widescreen“ sowohl anamorph kodiert als auch Letterboxing bedeuten.